# Kuća Makijaveli-Jerković (Prdvarić) u Visu
Kuća Makijaveli-Jerković odnosno kuća Prdvarić, u gradiću Visu, Vladimira Nazora 63 i 65, zaštićeno kulturno dobro.

## Opis dobra
Kamena dvokatnica Makijaveli - Jerković smještena je u Kutu, na samoj obali. Izvorno jednokatnica pripadala je hvarskoj obitelji Prdvarića čiji se grb nalazi na kući na tri mjesta. Na sjevernoj strani kuće, prema moru, je dvorište ograđeno visokim kamenim zidom. U prizemlju su konobe i cisterna. Katu se prilazi vanjskim stubištem na istočnoj strani. Čitavu širinu sjevernog pročelja obuhvaća dugi balkon s bogato ukrašenom kamenom ogradom, a manji balkon s istim ukrasima nalazi se i na južnom pročelju. Nadogradnjom drugog kata i preoblikovanjem krovišta promijenjen je izvorni izgled kuće, no ona je zadržala karakteristike ladanjske arhitekture renesansno - baroknog sloga 16. – 17. st.

## Zaštita
Pod oznakom Z-7241 zavedena je kao nepokretno kulturno dobro - pojedinačno, pravna statusa zaštićena kulturnog dobra, klasificirano kao "stambene građevine".